# 曹惠臣
曹惠臣（1940年—），河北乐亭人，中国人民解放军将领、中国人民解放军中将。 
1997年，授予中国人民解放军中将，曾任沈阳军区副政治委员。 